# Gare de Tara Street
La gare de Tara Street est une gare ferroviaire irlandaise. Elle est située sur le George's Quay à Dublin.

## Situation ferroviaire
gare précédente : Dublin Connolly, gare suivante : Dublin Pearse.